# Račínové z Račína

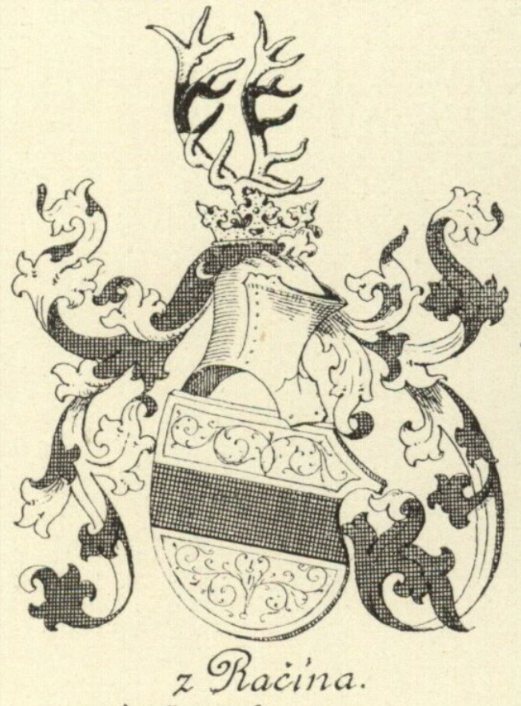
Erb Račínů z Račína (reprodukce V. Krále z Dobré Vody, 1891)

Račínové z Račína byl český rytířský (od roku 1655 šlechtický) rod, který svůj predikát odvozoval od Račína u Toužimi.

## Historie
Prvními známými příslušníky rodu byli Racek a Příbram Račínové z Račína, kteří jsou roku 1437 uváděni jako majitelé Vlkošova a ten v majetku rodu zůstal do roku 1623. Na konci patnáctého století získali Račínové také Brložec a v obou obcích (Vlkošově a Brložci) založili tvrze. Protože se však Adam Ondřej Račín zúčastnil stavovského povstání, během něhož zabral klášter v Teplé, přišli Račínové po bitvě na Bílé hoře o tyto statky, přičemž Vlkošov byl začleněn pod Toužim a Brložec ke Žluticím.
Na počátku šestnáctého století patřil Janu Kryštofu Račínovi z Račína po krátkou dobu zámek Ježovy.
V šestnáctém a sedmnáctém století se na Sušicku objevuje druhá rodová větev, jejíž příslušníci získali v roce 1538 Čejkovy (odtud název větve – čejkovská větev či čejkovská pošlost). V letech 1575–1683 vlastnili i Hrádek u Sušice. Z této větve pocházel nejvýznamnější člen rodu, Humprecht Račín.
Rod Račínů z Račína vymřel roku 1816 smrtí Františka Račína. V té době se již jednalo o chudý rod.

## Významní členové
- Humprecht Račín z Račína – purkrabí Pražského hradu (1630–1633), královský rada, zemský soudce
- Kryštof František Leopold Račín z Račína, † 1672 pán na Hluboši, hejtman Podbrdského kraje, donátor poutního místa Svatá Hora, kde financoval stavbu kaple Nanebevzetí Panny Marie, zvané Račínská[2].